# Michelle Branch
Michelle Jacquet DeSevren Branch Landau (Flagstaff, 2 de julho de 1983) é uma cantora, compositora e guitarrista norte-americana.

## Biografia
Entrou na carreira artística em 2000 e nos anos seguintes conquistou o disco de platina pelos álbuns The Spirit Room e Hotel Paper. Em 2004 ela formou a banda The Wreckers com sua parceira musical Jessica Harp. Em sua carreira solo, teve muitos sucessos conhecidos mundialmente como "Goodbye To You", (que muitas vezes cantou com a parceria de Avril Lavigne) em seu primeiro CD Broken Bracelet (esta canção foi regravada mais tarde em seu segundo CD); "Everywhere", (que inclusive fez parte da trilha sonora de várias séries norte-americanas) e "All you Wanted" em seu segundo CD The Spirit Room; "Are You Happy Now?", "Breathe" e "Empty Handed" em seu terceiro CD Hotel Paper, além de muitos outros sucessos. Também chamou atenção no Brasil, em parcerias feitas com o guitarrista Carlos Santana em "The Game of Love" e "I'm Feeling You" aonde já cantava com Jessica Harp no backing vocal. Fez uma parceria em uma música dos Hanson chamada Deeper, onde canta ao lado de Isaac Hanson.

## Vida pessoal
Quando começou a cantar com Avril Lavigne, Michelle conheceu o baterista da banda de Avril, Matt Brann, com quem se relacionou por poucos meses. Mas no dia 23 de maio de 2004, Branch casou-se com o jogador Teddy Landau no México, tendo dado à luz uma menina no dia 3 de agosto de 2005, a quem deu o nome de Owen Isabelle. Os outros parentes dela incluem um meio irmão chamado David, uma irmã mais nova chamada Nicole. Uma avó materna que foi atendida por um japonês em um acampamento de internação durante a Segunda Guerra Mundial, e um avô francês e indonésio. Em 2007 vendeu sua casa localizada na Califórnia e mudou- se para Nashville em janeiro de 2008. No dia 15 de junho de 2008, Branch anunciou uma mensagem no seu site oficial que ela estará cumprindo um sonho de criança, abrindo uma padaria em Nashville chamada "The Sugar Bar", ou seja, A Barra de Açúcar, tendo Rebekka Seale como chefe. Mas o plano foi adiado de forma que ela poderia focalizar na sua carreira solo.

## Discografia

### Álbuns
- 2000 - Broken Bracelet
- 2001 - The Spirit Room
- 2003 - Hotel Paper
- 2006 - Stand Still Look Pretty (The Wreckers)
- 2007 - Way Back Home: Live In New York City (CD+DVD) (The Wreckers)
- 2009 - Everything Comes and Goes
- 2011 - West Coast Time
- 2017 - Hopeless Romantic

### Singles
| Ano  | Título                | Posições     | Posições | Posições | Posições         | Posições         | Posições      | Posições      | Álbum                     |
| Ano  | Título                | U.S. Hot 100 | U.S. AC  | Hot AC   | UK Singles Chart | ARIA (Austrália) | Indonésia     | Filipinas     | Álbum                     |
| ---- | --------------------- | ------------ | -------- | -------- | ---------------- | ---------------- | ------------- | ------------- | ------------------------- |
| 2001 | "Everywhere"          | 12           | --       | 9        | 18               | 19               | 1 (2 semanas) | 1 (3 semanas) | The Spirit Room           |
| 2002 | "All You Wanted"      | 6            | 30       | 4        | 33               | 25               | 4             | 1 (2 semanas) | The Spirit Room           |
| 2002 | "Goodbye to You"      | 21           | --       | 15       | --               | --               | 8             | 9             | The Spirit Room           |
| 2003 | "Are You Happy Now?"  | 16           | --       | 3        | 31               | 33               | 1 (2 semanas) | 1 (1 semana)  | Hotel Paper               |
| 2003 | "Breathe"             | 36           | 27       | 13       | --               | 46               | 1 (2 semanas) | 1 (3 semanas) | Hotel Paper               |
| 2004 | "'Til I Get over You" | --           | --       | --       | --               | --               | 40            | --            | Hotel Paper               |
| 2009 | Sooner or Later       | 93           | 35       | --       | --               | --               | --            | --            | Everything Comes and Goes |
| 2011 | Loud Music            | --           | 19       | --       | --               | --               | --            | --            | West Coast Music          |
| 2017 | Hopeless Romantic     | --           | --       | --       | --               | --               | --            | --            | Hopeless Romantic         |

## Trilhas sonoras
A jovem Michelle também teve (e ainda tem) muitas de suas canções tocadas em muitas séries e filmes norte-americanos. Alguns pouco conhecidos, e alguns conhecidos mundialmente.
- Everywhere: American Pie, Charmed
- Goodbye to You: Buffy, Laguna Beach
- Breathe: Um Príncipe em Minha Vida, Sex and The City
- You get Me: Garota Veneno, Tudo Que Uma Garota Quer
- You Set Me Free: Recém Casados, Ice Princess
- The Game of Love: Smallville

## Videografia
1. Everywhere (2001)
2. All You Wanted (2001)
3. The Game of Love (2002) com Carlos Santana
4. Goodbye to You (2002)
5. Are You Happy Now (2003)
6. Breathe (2003)
7. I'm Feeling You (2005) com Carlos Santana
8. Leave The Pieces (2006) The Wreckers
9. My, Oh My (2006) The Wreckers
10. Sooner or Later (2009)
11. This Way (2010)
12. Loud Music (2011)
13. Hopeless Romantic (2017)
14. Best You Ever (2017)

## Prêmios

### Grammy
O prêmio Grammy é realizado desde 1958. Michelle Branch  ganhou um Grammy, é tendo três indicações, incluindo, Melhor Artista Revelação.
| Ano  | Nomeação             | Categoria                                                    | Resultado |
| ---- | -------------------- | ------------------------------------------------------------ | --------- |
| 2003 | Michelle Branch      | Melhor Artista Revelação                                     | Indicação |
| 2003 | "The Game of Love"   | Melhor Colaboração Pop com Vocais                            | Venceu    |
| 2004 | "Are You Happy Now?" | Melhor Performance Vocal Feminina de Rock                    | Indicação |
| 2007 | "Leave the Pieces"   | Melhor Performance de Country por um Duo ou Grupo com Vocais | Indicação |